# Jill Seymour
Gillian Elizabeth (Jill) Seymour (ur. 8 maja 1958 w Cosford) – brytyjska polityk i działaczka samorządowa, posłanka do Parlamentu Europejskiego VIII kadencji.

## Życiorys
Pracowała w branży PR, a także jako przedstawiciel handlowy. Później zawodowo związana z rodzinnym przedsiębiorstwem. Działała w różnych komitetach dystryktu Telford and Wrekin. W 2002 dołączyła do Partii Niepodległości Zjednoczonego Królestwa. Wchodziła w skład NEC (krajowego komitetu wykonawczego) tego ugrupowania. Została wybrana na radną, a w 2013 na przewodniczącą rady wiejskiej w Kynnersley.
W wyborach europejskich w 2014 z ramienia UKIP uzyskała mandat eurodeputowanej VIII kadencji. W 2019 przeszła do nowego ugrupowania pod nazwą Brexit Party.